# Teótoco
Teótoco (em grego: Θεοτόκος; romaniz.: Theotókos) é o título grego da Virgem Maria, usado especialmente na Igrejas Católica e Ortodoxa. A palavra se desmembra em Θεο- (Theo-) vem de Θεός (Theós), que significa "Deus", e em -τόκος (-tokos) que vem de τίκτω (tíktō), que significa "dar à luz", "parir", "gerar". Assim sua tradução literal para o português inclui "Aquela que dá à luz a Deus" ou "Aquela que pariu Deus" e daí vem as traduções como Mãe de Deus. Católicos, anglicanos, e algumas denominações protestantes usam com mais frequência o título de "Mãe de Deus" do que "Teotócos". Diversos Padres da Igreja nos três primeiros séculos defendem Maria como a Teotócos, como Orígenes (254), Santo Atanásio (330) e São João Crisóstomo (400). O Primeiro Concílio de Éfeso decretou esta doutrina dogmaticamente em 431.

## Etimologia e tradução
Teótoco é composta de duas palavras gregas, Θεός (Deus) e τόκος (parto). Literalmente, isso se traduz como portadora de Deus ou a que dá à luz Deus. No entanto, na Igreja Ortodoxa muitos consideram essa tradução literal desajeitada no uso litúrgico, e Teótoco é traduzida como Mãe de Deus. O último título é composto de uma palavra distinta em grego, Μήτηρ του Θεού (transliterado Mētēr tou Theou). Outras palavras gregas poderiam ser usadas para descrever "Mãe de Deus", como Θεομήτωρ (transliterado Theomētor; também escrito Θεομήτηρ, transliterado como Theomētēr) e Μητρόθεος (transliterado Mētrotheos), que são encontradas em textos patrísticos e litúrgicos. As letras gregas ΜΡ e ΘΥ são abreviaturas utilizadas para os termos gregos de "Mãe de Deus", consistindo das letras inicial e final de cada palavra, a sua utilização é uma prática comum na iconografia ortodoxa para referir-se à Maria.
Em muitas tradições, Teótoco foi traduzida do grego para a língua local litúrgica. A mais proeminente delas é a tradução para o latim (Deipara, Genetrix Dei, como também, Mater Dei), em árabe (والدة الله. transliteração: Wālidat Deus), em georgiano (ღვთისმშობელი. transliteração: Ghvtismshobeli), em armênio: (Աստուածածին. transliteração: Astvadzatzin) e o romeno (Născătoare de Dumnezeu ou Maica Domnului).

## Teótoco na Bíblia
Cristãos justificam a utilização da expressão Teótoco ou Mãe de Deus, citando Lucas 1,43, onde Santa Isabel saúda a Virgem Maria como a "mãe do meu Senhor". Também utiliza-se Isaías 7,14 e Mateus 1,23; que contêm a profecia do Emanuel, que significa 'Deus Conosco', pois quem o dá à luz é uma virgem, no caso, Maria.

## História

### Primeiras Crenças e Padres da Igreja
Diversos Padres da Igreja nos três primeiros séculos defendem Maria como a Teótoco, dentre eles; Orígenes (254), Dionísio (250), Atanásio (330), Gregório (370), João Crisóstomo (400) e Agostinho de Hipona (430). O hino "À vossa compaixão" (em grego: Ὑπὸ τὴν σὴν εὐσπλαγχνίαν), datado do século III, retrata Maria como «Santíssima Teótoco, salvai-nos.»

### Definição dogmática pelo Concílio de Éfeso
O uso do termo Teótoco foi formalmente afirmado como dogma no Terceiro Concílio Ecumênico realizado em Éfeso, em 431. A visão contrária, defendida pelo patriarca de Constantinopla Nestório era que Maria devia ser chamada de Cristótoco (Christotokos), que significa "Mãe de Cristo", para restringir o seu papel como mãe apenas da natureza humana de Cristo e não da sua natureza divina. 
Os adversários de Nestório, liderados por Cirilo de Alexandria, consideravam isto inaceitável, pois Nestório estava destruindo a união perfeita e inseparável da natureza divina e humana em Jesus Cristo, uma vez que em Cristo "O Verbo se fez carne" (João 1:14), ou seja o Verbo (que é Deus - João 1:1) é a carne; e a carne é o Verbo, Maria foi a mãe da carne de Cristo e por consequência do Verbo. Cirilo escreveu que "Surpreende-me que há alguns que duvidam que a Virgem santa deve ser chamada ou não de Teótoco. Pois, se Nosso Senhor Jesus Cristo é Deus, e a Virgem santa deu-o à luz, ela não se tornou a [Teótoco]?" A doutrina de Nestório foi considerada uma falsificação da Encarnação de Cristo, e por consequência, da salvação da humanidade. O Concílio aceitou a argumentação de Cirilo, afirmou como dogma o título de Teótoco de Maria, e anatematizou Nestório, considerando sua doutrina (Nestorianismo) como uma heresia.

## Hinos
Maria é frequentemente chamada de Teótoco no hinos das Igrejas Ortodoxa, e Católicas Orientais. O mais comum é o Axion Estin, que é usado em quase todos as formas de liturgia. Outros exemplos incluem o Sub tuum praesidium (À vossa proteção) que data do século III, a Ave Maria, e o Magnificat. 

## Solenidade
Na Igreja Católica, a solenidade da Teótoco é comemorado em 1 de janeiro, juntamente com o Dia Mundial da Paz. Esta solenidade data cerca do ano 500 e foi originalmente comemorada nas Igrejas Orientais.

## Ícones

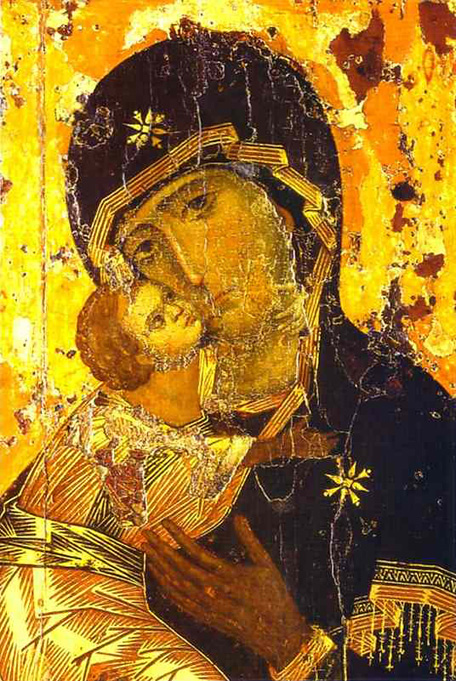
Teótoco de Vladimir
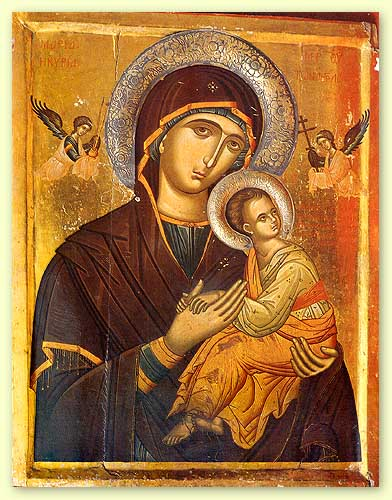
Ícone da Virgem Maria do Mosteiro de Santa Catarina do Monte Sinai
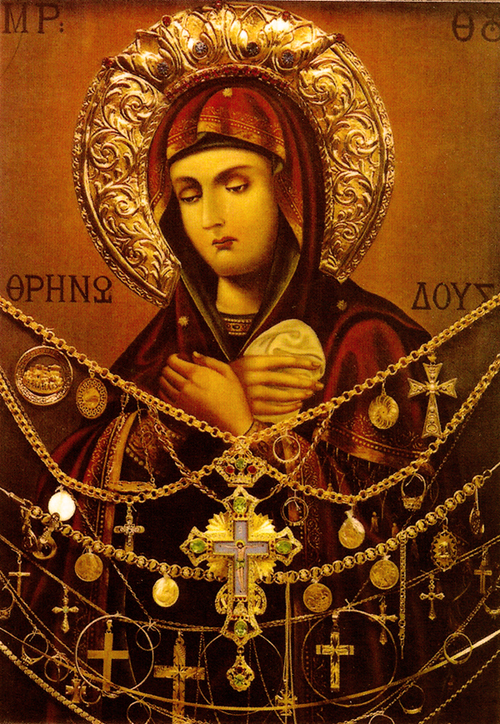
Teótoco do diácono Josafá Atonita
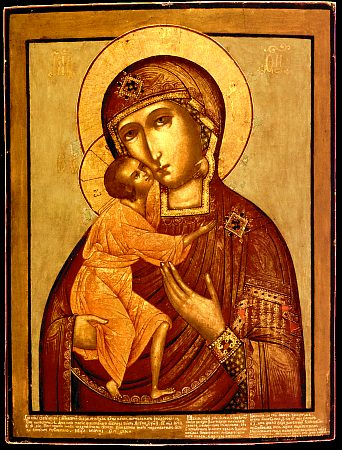
Teótoco de São Teodoro
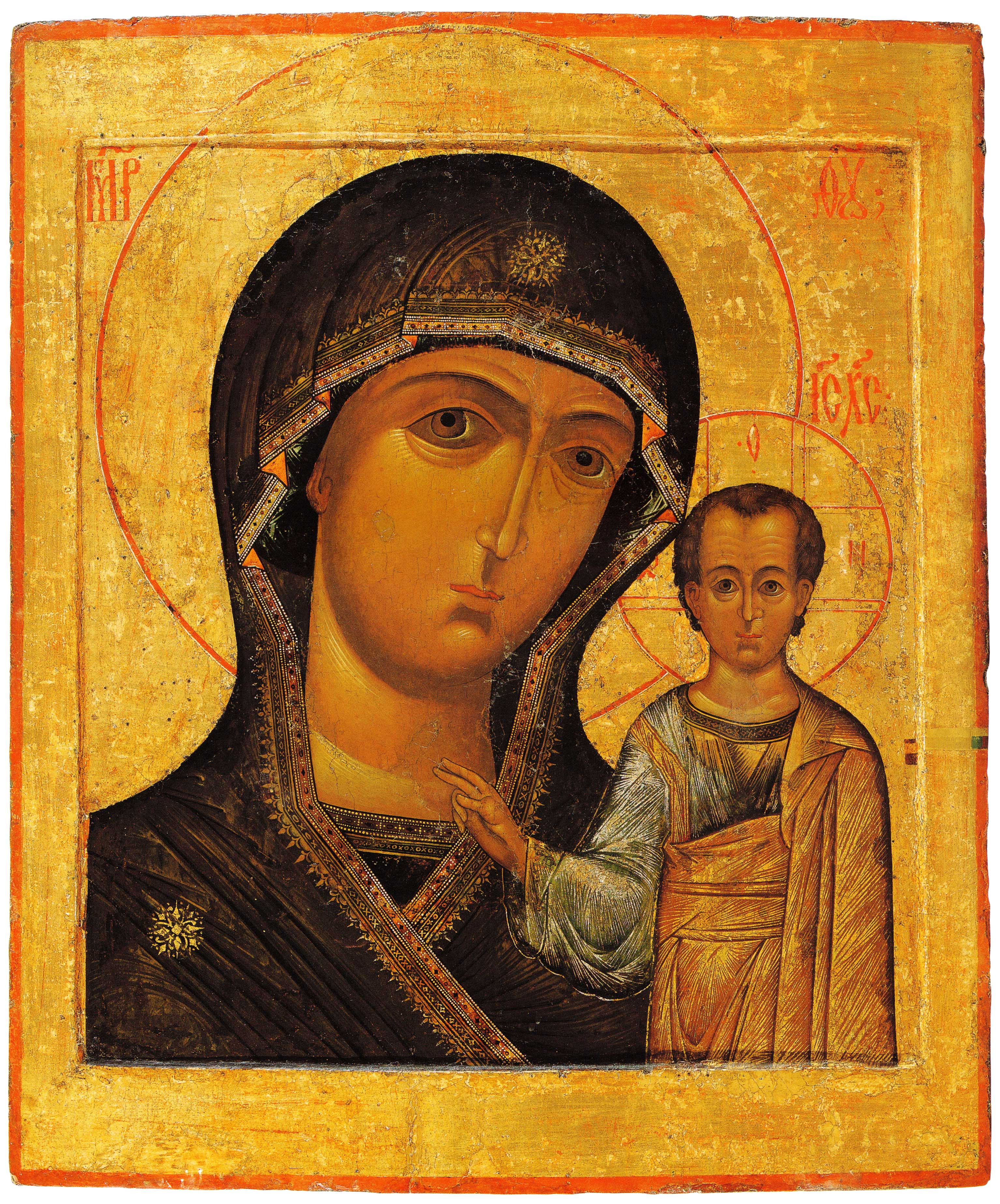
Teótoco de Cazã
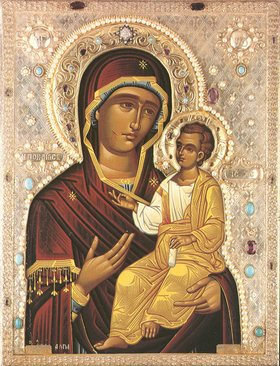
Teótoco da Porta Ibéria